# Christo Iliew (Leichtathlet)
Christo Iliew (bulgarisch Христо Илиев, englisch Hristo Iliev; * 3. Januar 2005) ist ein bulgarischer Leichtathlet, der sich auf den Sprint spezialisiert hat.

## Sportliche Laufbahn
Erste internationale Erfahrungen sammelte Christo Iliew im Jahr 2022, als er bei den U20-Balkan-Hallenmeisterschaften in Belgrad in 6,87 s den vierten Platz im 60-Meter-Lauf belegte. Im Sommer gewann er bei den U18-Balkan-Meisterschaften in Bar in 10,73 s die Silbermedaille über 100 Meter und sicherte sich mit der bulgarischen 4-mal-100-Meter-Staffel in 43,26 s die ebenfalls die Silbermedaille. Anschließend schied er bei den U18-Europameisterschaften in Jerusalem mit 10,97 s in der ersten Runde im 100-Meter-Lauf aus. Im Jahr darauf wurde er bei der 2. Liga der Team-Europameisterschaft im Rahmen der Europaspiele in Chorzów in 10,63 s Vierter im B-Lauf über 100 Meter und gelangte im Staffelbewerb mit 40,05 s auf den fünften Platz im A-Lauf. Anschließend belegte er bei den Balkan-Hallenmeisterschaften in Kraljevo in 10,65 s den sechsten Platz über 100 Meter, ehe er sich bei den U20-Europameisterschaften in Jerusalem mit 10,44 s auf dem vierten Platz über 100 Meter klassierte. 2024 gewann er bei den U20-Balkan-Hallenmeisterschaften in Istanbul in 6,77 s die Silbermedaille über 60 Meter und im August schied er bei den U20-Weltmeisterschaften in Lima mit 10,52 s und 21,65 s jeweils im Halbfinale über 100 und 200 Meter aus und verpasste mit der Staffel mit 41,92 s den Finaleinzug. Im Jahr darauf belegte er dann bei den Balkan-Hallenmeisterschaften in Belgrad in 6,72 s den vierten Platz über 60 Meter. Anschließend schied er bei den Halleneuropameisterschaften in Apeldoorn mit 6,71 s in der ersten Runde aus. Ende Juni wurde er bei der 2. Liga der Team-Europameisterschaft in Maribor in 21,08 s Dritter im B-Lauf über 200 Meter und gelangte mit der 4-mal-100-Meter-Staffel mit 39,62 s auf den zweiten Platz im B-Lauf. Anschließend schied er bei den U23-Europameisterschaften in Bergen mit 10,54 s im Halbfinale über 100 Meter aus. Daraufhin gewann er bei den Balkan-Meisterschaften in Volos in 10,29 s die Bronzemedaille über 100 Meter hinter dem Slowenen Jernej Gumilar und Oleksandr Sokolow aus der Ukraine.
In den Jahren 2024 und 2025 wurde Iliew bulgarischer Meister im 100-Meter-Lauf.

## Persönliche Bestleistungen
- 100 Meter: 10,29 s (+1,4 m/s), 26. Juli 2025 in Volos
  - 60 Meter (Halle): 6,68 s, 1. März 2025 in Öskemen
- 200 Meter: 21,08 s (0,0 m/s), 29. Juni 2025 in Maribor